# 伯里斯冰原島峰
71°47′S 160°27′E / 71.783°S 160.450°E
伯里斯冰原島峰（英語：Burris Nunatak），是南極洲的冰原島峰，位於維多利亞地，處於科克斯山西北面4公里，美國地質調查局根據測量和該國海軍的空中照片繪入地圖，現時由南極條約體系管理。